# Rovana
Die Rovana (auch Rovana di Campo) ist ein 19,4 km langer rechter Nebenfluss der Maggia, der in Italien entsteht und hauptsächlich auf Schweizer Territorium verläuft. Sie entwässert das Valle di Campo und seine Seitentäler, darunter das Valle di Bosco Gurin, das von ihrem wichtigsten Nebenfluss, der Rovana di Bosco/Gurin, entwässert wird. Sie ist neben der Bavona und der Melezza der wichtigste Nebenfluss der Maggia.

## Verlauf
Die Rovana (di Campo) entsteht durch den Zusammenfluss von Rio Colobiasca und Rio della Stufa auf 1411 m s.l.m. etwa 350 Meter westlich der Grenze der italienischen Provinz Verbano-Cusio-Ossola (Piemont) zum Schweizer Kanton Tessin. Der Rio Colobiasca entspringt am Pizzo dei Croselli auf etwa 2420 m s.l.m. und der Rio della Stufa am Pizzo Quadro auf etwa 2467 m s.l.m.
Sie fliesst nun vereinigt in nordöstliche Richtung durch das Valle di Campo und tangiert Campo und Niva. Bei Collinasca nimmt sie die Rovana di Bosco/Gurin auf, passiert Linescio und mündet nach weiteren 7 Kilometern gegenüber von Visletto in die Maggia.
Im Oberlauf der Rovana (di Campo) befindet sich geologisch bedingt ein Rutsch- und Kriechgebiet, welches die Orte Campo und Cimalmotto betrifft.

## Geschichte
Seit 1780 ist bei dem Ort Campo Rutschungsaktivität dokumentiert. 1818 befand sich das Flussbett noch 30 m unterhalb von Campo.
Im Jahre 1851 lebten 506 Einwohner in Campo. Die dann einsetzende intensive Holzflösserei zerstörte das Flussbett. Im Jahre 1858 waren sämtliche Häuser von Campo zerrissen, und 1859 wurde die Flösserei schliesslich verboten. 1867/68 drängte ein rechtsufriger Felssturz den Fluss auf die gefährdete linke Talseite. Starke Ufererosion und Abbrüche waren die Folge.
1892 hatte die Rovana (di Campo) sich über 105 m eingetieft. Um 1900 lebten noch 291 Einwohner in Campo, 1970 nur noch 102. Nachfolgende Rutschungen und Hochwasser 1987 mit Auswirkungen bis Locarno verringerten die Einwohnerzahl 1990 auf 59.

## Moderne
1993/94 begannen Sanierungsmassnahmen mit Drainagestollen, Umleitstollen, Oberflächenwasserableitungen, Hangfusssicherung und Verlegung des Rovanabettes auf die rechte Talseite.
Ein 1800 m langer Umleitstollen der Rovana (di Campo) allein kostete 20 Millionen CHF.
Einem Bericht von 2002 zufolge wurden 90 Millionen Franken in Verbauungen investiert, weil ein Abrutschen des Hochplateaus von Campo die Talenge verstopfen und das ganze Maggia-Delta bedrohen könnte.